# Leo Berlin
Leo Berlin, född 7 december 1927 i Finland, död 13 april 2019, var en finländsk-svensk violinist. 
Leo Berlin var förste konsertmästare i Radioorkestern 1958–61 och Stockholms Filharmoniska Orkester 1961–90, samt lärare i violin vid Kungliga Musikhögskolan i Stockholm 1970–93.
Leo Berlin gjorde sig i mitten av 1900-talet känd som en av Sveriges främsta solister på sitt instrument. Flera nya svenska violinkonserter har uruppförts av honom, bland annat verk av Lars-Erik Larsson, Ingvar Lidholm, Gunnar Bucht, Claude Loyola Allgén och Lille Bror Söderlundh. Som kammarmusiker var han under 15 år verksam med Stockholmstrion och han har också samarbetat med pianisten Greta Erikson. 

## Priser och utmärkelser
- 1970 – Ledamot nr 742 av Kungliga Musikaliska Akademien
- 1978 – Svenska grammofonpriset  för inspelningen av Lars-Erik Larssons Violinkonsert och Concertino för violin
- 1981 – Professors namn
- 1983 – Litteris et Artibus
- 1987 – Svenska grammofonpriset för inspelningen av Lille Bror Söderlundhs Violinkonsert
- 2004 – Medaljen för tonkonstens främjande